# بخش مرکزی شهرستان هوراند

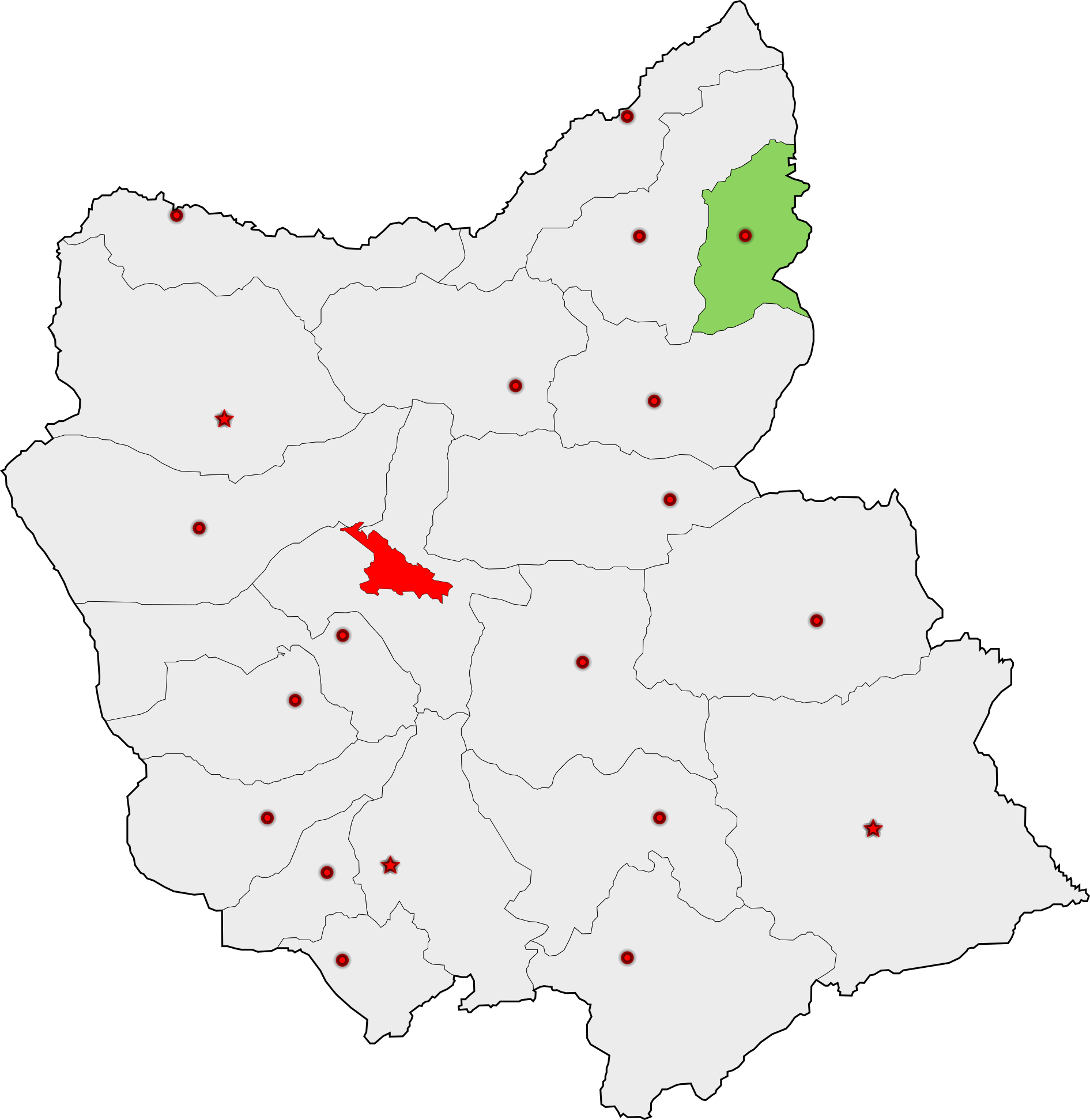
نقشهٔ بخش مرکزی شهرستان هوراند در آذربایجان شرقی - ۱۴۰۰

بخش مرکزی شهرستان هوراند یکی از بخش‌های شهرستان هوراند در استان آذربایجان شرقی است. مرکز این بخش، شهر هوراند است. در تاریخ ۱۳ آبان ۱۳۹۷ خورشیدی و با ارتقای بخش هوراند به شهرستان، بخش هوراند به بخش مرکزی شهرستان هوراند تغییر نام داده‌است.

## تقسیمات کشوری
بخش مرکزی شهرستان هوراند از دو دهستان تشکیل شده‌است:
- دهستان دیکله
- دهستان دودانگه

شهرها: هوراند

## جمعیت
بنابر سرشماری مرکز آمار ایران، جمعیت بخش مرکزی شهرستان هوراند در سال ۱۳۹۵ خورشیدی، برابر با ۱۳٬۰۰۸ نفر بوده‌است.